# César Loustau
César Juan Loustau Infantozzi (5 de febrero de 1926-4 de febrero de 2011) fue un arquitecto uruguayo.

## Biografía
Egresado de la Facultad de Arquitectura (UdelaR).
En su obra construida cabe destacar la reforma y ampliación de la Escuela y Liceo Elbio Fernández.
Realizó una importante obra historiográfica, en especial dedicada a la historia de la arquitectura en el Uruguay. Fue miembro de número del Instituto Histórico y Geográfico del Uruguay.
Contribuyó a las páginas del suplemento dominical de El Día, continuando después su labor en las páginas de El País.

## Publicaciones
- La influencia de Italia en la arquitectura uruguaya. Instituto Italiano di Cultura in Uruguay, 1990 pp. 95
- Vida y obra de Julio Vilamajó. Editorial Dos Puntos, 1994 pp. 109
- Influencia de Francia en la arquitectura de Uruguay. Ediciones Trilce. 1 de enero de 1995. p. 191. ISBN 9974-32-116-6.
- Uruguay: la herencia ibérica en arquitectura y urbanismo. Junto al Arq. Fernando Chebataroff. Ediciones de la Plaza, 2003 pp. 483
- La arquitectura uruguaya del siglo XX en el Uruguay, 2 tomos, 2010

## Familia
Casado con Ethnie Bottrill, tuvo tres hijos: Marcel Jean, Dominique Henriette y Ghislaine Marianne.